# Cantavieja
Cantavieja (aragónul: Cantaviella, katalánul: Cantavella) település Spanyolországban, Teruel tartományban. Cantavieja Fortanete, Cañada de Benatanduz, Villarluengo, Tronchón, Mirambel, Portell de Morella, La Iglesuela del Cid és Mosqueruela községekkel határos. Lakosainak száma 719 fő (2024).

## Népesség
A település népessége az utóbbi években az alábbiak szerint változott:
| Lakosok száma | 687  | 740  | 727  | 758  | 757  | 741  | 717  | 709  | 707  | 719  |
|               | 2001 | 2004 | 2007 | 2009 | 2011 | 2015 | 2017 | 2019 | 2022 | 2024 |